# Francesco de Franchis
Francesco de Franchis (Napoli, 4 settembre 1930 – Roma, 1º dicembre 2009) è stato un giurista italiano studioso di diritto comparato.

## Biografia
Consegue la Laurea in Giurisprudenza presso l'Università di Napoli. Dopo una fattiva esperienza di avvocato civilista, nel 1962 dal Ministero del Commercio con l'Estero ottiene una borsa di studio di Pratica Commerciale di durata annuale in Persia. Nel 1967 si trasferisce a Ginevra come funzionario dell'Organizzazione Internazionale CIME. Nel 1970 è assunto come funzionario legale dell'IMO con sede a Londra, che lascia quindici anni dopo con la qualifica di Direttore Aggiunto.
Studioso di Diritto Comparato, ha realizzato il noto studio in due volumi Dizionario Giuridico Inglese-Italiano e Italiano-Inglese, pubblicazioni uniche nello specifico settore del Diritto Comparato, alla cui stesura ha collaborato la moglie Elfi.
Nel 2006 ha pubblicato il saggio Il Diritto comparato dopo la Riforma. Lezioni e appunti di una ricerca per l'insegnamento.
Ha tenuto corsi integrativi di Common Law presso gli Atenei di Trento, Salerno, Roma-Tor Vergata.
Ha pubblicato numerosi saggi e articoli su riviste e periodici di prestigio quali "Milano Finanza" ecc.; tra il 1996 e il 2007 è stato Docente di Sistemi Giuridici Comparati presso la Facoltà di Giurisprudenza della LUMSA Libera Università Maria Ss. Assunta in Roma.

## Opere
- Francesco de Franchis, Dizionario Giuridico Inglese-Italiano, Milano, 1984, Giuffrè ISBN 88-14-00316-5
- Francesco de Franchis, Dizionario Giuridico Italiano-Inglese, Milano, 1996, Giuffrè ISBN 88-14-05001-5
- Francesco de Franchis, Il diritto comparato dopo la riforma, Milano, 2006, Giuffrè ISBN 88-14-12185-0